# Gira Siempre es Hoy
La Gira Siempre es Hoy fue una serie de conciertos que dio el músico Gustavo Cerati entre los años 2002 y 2004 en los que presentó su disco Siempre es hoy, extendiéndose en tres tramos.

## Fechas[1][2]
| Fecha(s)                         | Ciudad                | País                 | Lugar                                 |
| -------------------------------- | --------------------- | -------------------- | ------------------------------------- |
| Gira Siempre es hoy              |                       |                      |                                       |
| 27 de diciembre de 2002          | Quito                 | Ecuador              | Coliseo General Rumiñahui             |
| 29 de diciembre de 2002          | Cali                  | Colombia             | Estadio Pascual Guerrero              |
| 28 de febrero de 2003            | México D.F.           | México               | Auditorio Nacional                    |
| 1 de marzo de 2003               | México D.F.           | México               | Auditorio Nacional                    |
| 2 de marzo de 2003               | Puebla de Zaragoza    | México               | Salón Country San Manuel              |
| 5 de marzo de 2003               | Guadalajara           | México               | Parque Agua Azul                      |
| 6 de marzo de 2003               | Monterrey             | México               | Discoteca Escena                      |
| 8 de marzo de 2003               | Tijuana               | México               | Auditorio Municipal                   |
| 9 de marzo de 2003               | Mexicali              | México               | Plaza de Toros Calafia                |
| 12 de marzo de 2003              | Aguascalientes        | México               | Teatro Aguascalientes                 |
| 13 de marzo de 2003              | Santiago de Querétaro | México               | Auditorio Josefa Ortíz de Domínguez   |
| 15 de marzo de 2003              | Ciudad Juárez         | México               | Gimnasio Universitario                |
| 28 de marzo de 2003              | Buenos Aires          | Argentina            | Estadio Luna Park                     |
| 3 de abril de 2003               | Mendoza               | Argentina            | Teatro Gran Rex                       |
| 4 de abril de 2003               | Mendoza               | Argentina            | Teatro Gran Rex                       |
| 11 de abril de 2003              | Córdoba               | Argentina            | Polideportivo General Paz             |
| 12 de abril de 2003              | Rosario               | Argentina            | Anfiteatro Municipal Humberto de Nito |
| 18 de abril de 2003              | Mar del Plata         | Argentina            | Teatro Roxy                           |
| 30 de abril de 2003              | Lima                  | Perú                 | Jockey Plaza Shopping Center          |
| 6 de mayo de 2003                | Iquique               | Chile                | Casa del Deportista                   |
| 8 de mayo de 2003                | Antofagasta           | Chile                | Estadio Sokol                         |
| 10 de mayo de 2003               | Viña del Mar          | Chile                | Anfiteatro de la Quinta Vergara       |
| 11 de mayo de 2003               | Santiago              | Chile                | Estadio Víctor Jara                   |
| 6 de junio de 2003               | Medellín              | Colombia             | Estadio Atanasio Girardot             |
| 7 de junio de 2003               | Bogotá                | Colombia             | Centro Comercial Bima                 |
| 12 de junio de 2003              | Caracas               | Venezuela            | Club Loft                             |
| 20 de junio de 2003              | La Plata              | Argentina            | Teatro Argentino de La Plata          |
| 26 de junio de 2003              | Montevideo            | Uruguay              | Teatro Plaza                          |
| 19 de julio de 2003              | San José              | Costa Rica           | Antiguas Bodegas de la Pepsi          |
| 22 de julio de 2003              | Panamá                | Panamá               | Centro de Convenciones Atlapa         |
| 24 de julio de 2003              | Los Ángeles           | Estados Unidos       | Palace Theatre                        |
| 25 de julio de 2003              | Tijuana               | México               | Balak                                 |
| 27 de julio de 2003              | Anaheim               | Estados Unidos       | JC Fandango's                         |
| 29 de julio de 2003              | Chicago               | Estados Unidos       | Metro                                 |
| 31 de julio de 2003              | Nueva York            | Estados Unidos       | Webster Hall                          |
| 2 de agosto de 2003              | San Juan              | Puerto Rico          | Anfiteatro Tito Puente                |
| Gira Reversiones: Siempre es hoy |                       |                      |                                       |
| 5 de septiembre de 2003          | Buenos Aires          | Argentina            | Teatro Gran Rex                       |
| 6 de septiembre de 2003          | Buenos Aires          | Argentina            | Teatro Gran Rex                       |
| 7 de septiembre de 2003          | Buenos Aires          | Argentina            | Teatro Gran Rex                       |
| 10 de octubre de 2003            | Buenos Aires          | Argentina            | Quilmes Rock 2003                     |
| 21 de octubre de 2003            | Anaheim               | Estados Unidos       | JC Fandango's                         |
| 7 de noviembre de 2003           | La Paz                | Bolivia              | Estadio Mariscal Braun                |
| 22 de noviembre de 2003          | Santo Domingo         | República Dominicana | Teatro La Fiesta                      |
| 26 de noviembre de 2003          | Miami Beach           | Estados Unidos       | Jackie Gleason Theatre                |
| 29 de noviembre de 2003          | México, D.F.          | México               | Festival Alternativo 2003             |
| Gira Canciones elegidas 93-04    |                       |                      |                                       |
| 18 de octubre de 2004            | Madrid                | España               | Sala Arena                            |
| 19 de octubre de 2004            | Madrid                | España               | Sala Arena                            |
| 20 de octubre de 2004            | Granada               | España               | Sala Industrial Copera                |
| 22 de octubre de 2004            | Murcia                | España               | Sala Gama                             |
| 23 de octubre de 2004            | Valencia              | España               | Sala Cormorán                         |
| 24 de octubre de 2004            | Palma de Mallorca     | España               | Centro Cultural Assaig                |
| 26 de octubre de 2004            | Barcelona             | España               | Sala Bikini                           |
| 27 de octubre de 2004            | Barcelona             | España               | Sala Bikini                           |
| 28 de octubre de 2004            | Zaragoza              | España               | La Casa del Loco                      |
| 5 de noviembre de 2004           | Santiago              | Chile                | SUE Festival 2004                     |
| 6 de noviembre de 2004           | Buenos Aires          | Argentina            | Personal Fest 2004                    |
| 20 de noviembre de 2004          | Buenos Aires          | Argentina            | Anfiteatro Costanera Sur              |
| 24 de noviembre de 2004          | México D.F.           | México               | Teatro Metropólitan                   |
| 25 de noviembre de 2004          | México D.F.           | México               | Teatro Metropólitan                   |
| 27 de noviembre de 2004          | Monterrey             | México               | Auditorio Coca-Cola                   |
| 30 de noviembre de 2004          | México D.F.           | México               | Teatro Metropólitan                   |
| 1 de diciembre de 2004           | México D.F.           | México               | Teatro Metropólitan                   |
| 3 de diciembre de 2004           | Guanajuato            | México               | Domo de la Feria                      |
| 4 de diciembre de 2004           | Guadalajara           | México               | Parque Agua Azul                      |
| 11 de diciembre de 2004          | Rosario               | Argentina            | Anfiteatro Municipal Humberto de Nito |

## Setlist del Tramo 1 (Gira Siempre es Hoy)
La siguiente lista de canciones corresponde al concierto realizado el 20 de junio de 2003 en el Teatro Argentino en La Plata. No representa todos los conciertos de este tramo.
1. «Amo Dejarte Así»
2. «No Te Creo»
3. «Artefacto»
4. «Cosas Imposibles»
5. «Tu Cicatriz en Mí»
6. «Camuflaje»
7. «Engaña»
8. «El Rito»
9. «Karaoke»
10. «Vivo»
11. «Sudestada»
12. «Secuencia Inicial»
13. «Nací Para Esto»
14. «Altar»
15. «Te Llevo para Que Me Lleves»
16. «Danza Rota»
17. «Casa»
18. «Sobredosis de T.V.»
19. «Puente»
20. «Especie»
21. «Colores Santos»

## Setlist del Tramo 2 (Gira Reversiones: Siempre es Hoy)
La siguiente lista de canciones corresponde al concierto realizado el 7 de septiembre de 2003 en el Teatro Gran Rex en Buenos Aires. No representa todos los conciertos de este tramo.
1. «Tu Cicatriz En Mí (remix)»
2. «Amor Amarillo»
3. «No Te Creo»
4. «Artefacto»
5. «Cosas Imposibles»
6. «Lisa»
7. «Amo Dejarte Así»
8. «Camuflaje»
9. «Perdonar Es Divino»
10. «Raíz»
11. «Río Babel»
12. «+ Bien»
13. «Altar (remix)»
14. «Vivo»
15. «En Remolinos (con fragmento de Fantasma)»
16. «Te Llevo Para Que Me Lleves»
17. «Danza Rota»
18. «Sobredosis de T.V»
19. «Casa (remix)»
20. «Karaoke (remix)»
21. «Puente»
22. «Tu Cicatriz En Mí (versión original)»
23. «Un Millón De Años Luz»

## Setlist del Tramo 3 (Gira Canciones Elegidas 93-04)
La siguiente lista de canciones corresponde al concierto realizado el 25 de noviembre de 2004 en el Teatro Metropólitan de la Ciudad De México. No representa todos los conciertos de este tramo.
1. «Tu Locura»
2. «Amo Dejarte Así»
3. «Tu Cicatriz En Mí (remix)»
4. «Artefacto»
5. «Rombos»
6. «Ahora Es Nunca»
7. «El Rito»
8. «Cosas Imposibles»
9. «Pulsar»
10. «Vértigo»
11. «Fue»
12. «Vivo»
13. «No Te Creo»
14. «Sueles Dejarme Sólo»
15. «Ameba»
16. «Paseo Inmoral»
17. «Sobredosis de T.V»
18. «Lisa»
19. «Vuelta Por El Universo»
20. «Primavera 0»
21. «Puente»

## Canciones tocadas
| Álbum                           | Canción                       | Veces |
| ------------------------------- | ----------------------------- | ----- |
| Roken (2004)                    | «Vértigo»                     | 17    |
| Canciones Elegidas 93-04 (2004) | «Tu Locura»                   | 9     |
| Siempre es Hoy (2002)           | «Tu Cicatriz en Mí»           | 69    |
| Siempre es Hoy (2002)           | «Artefacto»                   | 63    |
| Siempre es Hoy (2002)           | «Cosas Imposibles»            | 61    |
| Siempre es Hoy (2002)           | «Vivo»                        | 59    |
| Siempre es Hoy (2002)           | «Amo Dejarte Así»             | 58    |
| Siempre es Hoy (2002)           | «No Te Creo»                  | 58    |
| Siempre es Hoy (2002)           | «Camuflaje»                   | 49    |
| Siempre es Hoy (2002)           | «Karaoke»                     | 41    |
| Siempre es Hoy (2002)           | «Casa»                        | 35    |
| Siempre es Hoy (2002)           | «Sudestada»                   | 31    |
| Siempre es Hoy (2002)           | «Altar»                       | 23    |
| Siempre es Hoy (2002)           | «Nací para Esto»              | 22    |
| Siempre es Hoy (2002)           | «Especie»                     | 20    |
| Siempre es Hoy (2002)           | «Fantasma»                    | 5     |
| Siempre es Hoy (2002)           | «Sulky»                       | 2     |
| +Bien (2001)                    | «+Bien»                       | 6     |
| Bocanada (1999)                 | «Puente»                      | 58    |
| Bocanada (1999)                 | «Engaña»                      | 25    |
| Bocanada (1999)                 | «Paseo Inmoral»               | 19    |
| Bocanada (1999)                 | «Río Babel»                   | 14    |
| Bocanada (1999)                 | «Perdonar es Divino»          | 13    |
| Bocanada (1999)                 | «Raíz»                        | 12    |
| Amor Amarillo (1993)            | «Te Llevo para Que Me Lleves» | 44    |
| Amor Amarillo (1993)            | «Pulsar»                      | 22    |
| Amor Amarillo (1993)            | «Lisa»                        | 22    |
| Amor Amarillo (1993)            | «Amor Amarillo»               | 20    |
| Amor Amarillo (1993)            | «Rombos»                      | 19    |
| Amor Amarillo (1993)            | «Ahora es Nunca»              | 7     |
| Dynamo (1992)                   | «Secuencia Inicial»           | 30    |
| Dynamo (1992)                   | «Primavera 0»                 | 20    |
| Dynamo (1992)                   | «Fue»                         | 19    |
| Dynamo (1992)                   | «Ameba»                       | 19    |
| Dynamo (1992)                   | «En Remolinos»                | 9     |
| Colores Santos (1992)           | «Colores Santos»              | 29    |
| Colores Santos (1992)           | «Vuelta por el Universo»      | 9     |
| Colores Santos (1992)           | «Marea de Venus»              | 2     |
| Canción Animal (1990)           | «Sueles Dejarme Solo»         | 21    |
| Canción Animal (1990)           | «Un Millón de Años Luz»       | 9     |
| Canción Animal (1990)           | «Hombre al Agua»              | 1     |
| Canción Animal (1990)           | «Canción Animal»              | 1     |
| Doble Vida (1988)               | «En la Ciudad de la Furia»    | 2     |
| Signos (1986)                   | «El Rito»                     | 57    |
| Signos (1986)                   | «Final Caja Negra»            | 54    |
| Nada Personal (1985)            | «Danza Rota»                  | 33    |
| Soda Stereo (1984)              | «Sobredosis de T.V.»          | 56    |

## Músicos
En esta gira se incorporaron a la banda nuevos integrantes, algunos de estos se mantuvieron de forma estable hasta el último concierto del 2010.
Gustavo Cerati: Voz y guitarra principal
Flavio Etcheto: Segunda guitarra y coros
Leandro Fresco: Teclados y coros
Fernando Nalé: Bajo
Pedro Moscuzza: Batería y percusión
Loló Gasparini: Coros
- Datos: Q24942666